# Greensboro, Sjeverna Karolina
Greensboro je grad u američkoj saveznoj državi Sjeverna Karolina, u okrugu Guilford.

## Zemljopis i klima
Greensboro se nalazi u središnjem dijelu savezne države Sjeverne Karoline, u njenom okrugu Guilford, čiji je najveći i glavni grad, na raskrižju dviju glavnih međudržavnih autocesta (I-85 I-40).
Treći je po veličini grad u Sjevernoj Karolini.
Prostire se na 283.0 km² od čega je 271.2 km² kopneno područje, dok vodenih površina ima 11.8 km², što je 4,16% od ukupne površine.
Grmljavinske oluje su uobičajeni tijekom proljetnih i ljetnih mjeseci. 2. travnja 1936., oko 19:00 sati na večer, veliki F-4 tornado prošao je kroz južni dio Greensboroa, 14 ljudi je poginulo, a 144 je ozlijeđeno.

## Demografija
Po popisu stanovništva iz 2000. godine u grad je živjelo 223.891 stanovnik,	u 92.394 kućanstva s 53.958 obitelji s prebivalištem u gradu, dok je prosječna gustoća naseljenosti 825 stan./km2. Prema procijeni broja stanovnika 1. srpnja, 2009. godine grad je imao 257.997 stanovnika.
Prema rasnoj podjeli u gradu živi najviše bijelaca 55,49% i Afroamerikanaca kojih ima 37,40%.

## Poznate osobe
- Bob McAdoo, američki košarkaš

## Gradovi prijatelji
Greensboro je grad prijatelj s dva grada:
- Chişinău, Moldova
- Montbeliard, Francuska

## Vanjske poveznice
- Službena stranica grada  Arhivirana inačica izvorne stranice od 7. srpnja 2020. (Wayback Machine)

### Ostali projekti
|  | Zajednički poslužitelj ima još gradiva o temi Greensboro, Sjeverna Karolina |